# Johan Harstad
Johan Harstad (Stavanger, 10 febbraio 1979) è uno scrittore norvegese, autore di racconti, romanzi e testi teatrali.
Il suo debutto letterario è avvenuto nel 2001, con una collezione di brani intitolata Herfra blir du bare eldre ('Da qui in avanti puoi solo invecchiare').
L'anno seguente, nel 2002, ha pubblicato una raccolta di brevi racconti dal titolo Ambulanse ('Ambulanza'), e nel 2005 è uscito il suo primo romanzo: Buzz Aldrin, hvor ble det av deg i alt mylderet? ('Che ne è stato di te, Buzz Aldrin??'), pubblicato in Italia da Iperborea nel 2008, e tradotto e pubblicato inoltre anche negli Stati Uniti, in Svezia, Danimarca, Finlandia, Paesi Bassi, Germania, nelle Isole Faroe, in Russia, Corea del Sud e Francia. Nel 2008 è stata annunciata la produzione di una serie televisiva ispirata al romanzo (e influenzata da I segreti di Twin Peaks di David Lynch).

## Opere

### Libri
- Herfra blir du bare eldre (Da qui in avanti puoi solo invecchiare, prosa, 2001)
- Ambulanse (Ambulanza, racconti brevi, 2002)
- Buzz Aldrin, hvor ble det av deg i alt mylderet? (Che ne è stato di te, Buzz Aldrin?, romanzo, 2005)
- Hässelby (Hässelby, romanzo, 2007)
- DARLAH (romanzo, 2008)
- Bsider (testi teatrali, 2008)
- Osv. (teatrali, 2010)

### Opere teatrali
- Krasnoyarsk (2008)
- Washingtin (2007)
- Degrees Of White (2007)
- Memoirs of A Breadman, vol. 1: Akapulco (2007)
- Memoirs of A Breadman, vol. 2: Ellis Ilan (2009)